# Adenophyllum appendiculatum
Adenophyllum appendiculatum là một loài thực vật có hoa trong họ Cúc. Loài này được (Lag.) Strother mô tả khoa học đầu tiên năm 1986.